# Maurits Kjærgaard
Maurits Kjærgaard (Herlev, 26 de junho de 2003) é um futebolista dinamarquês que atua como meia-atacante. Atualmente, joga no Red Bull Salzburg.

## Carreira
Formado no Lyngby, Maurits Kjærgaard ingressou no RB Salzburg em julho de 2019. É então a maior venda do clube em 20 anos.
Ele foi inicialmente integrado ao FC Liefering, clube parceiro de Salzburgo.
Ele então se juntou ao time de Salzburg, jogando sua primeira partida em 28 de fevereiro de 2021 contra o SK Sturm Graz. Ele entra no jogo e seu time perde por dois gols a um. Ele se torna campeão da Áustria em 2021, sendo o RB Salzburg coroado campeão pela oitava vez consecutiva.
Em 27 de julho de 2021, Kjærgaard estende seu contrato com o Salzburg até junho de 2024.
Ele marcou seu primeiro gol na Liga dos Campeões em 8 de março de 2022, durante a derrota por 7 a 1 sobre o Salzburg no gramado do Bayern de Munique na partida de volta das oitavas de final.

## Estatísticas
Atualizado até 5 de fevereiro de 2023.

### Clubes
| Equipe            | Temporada         | Campeonato nacional | Campeonato nacional | Copa nacional | Copa nacional | Competições continentais | Competições continentais | Total | Total |
| Equipe            | Temporada         | Jogos               | Gols                | Jogos         | Gols          | Jogos                    | Gols                     | Jogos | Gols  |
| ----------------- | ----------------- | ------------------- | ------------------- | ------------- | ------------- | ------------------------ | ------------------------ | ----- | ----- |
| Liefering         | 2019–20           | 13                  | 2                   | —             | —             | —                        | —                        | 13    | 2     |
| Liefering         | 2020–21           | 28                  | 3                   | —             | —             | —                        | —                        | 28    | 3     |
| Liefering         | 2021–22           | 6                   | 2                   | —             | —             | —                        | —                        | 6     | 2     |
| Liefering         | Total             | 47                  | 7                   | —             | —             | —                        | —                        | 47    | 7     |
| Red Bull Salzburg | 2020–21           | 1                   | 0                   | —             | —             | —                        | —                        | 1     | 0     |
| Red Bull Salzburg | 2021–22           | 17                  | 2                   | 5             | 1             | 4                        | 1                        | 26    | 4     |
| Red Bull Salzburg | 2022–23           | 16                  | 2                   | 3             | 0             | 6                        | 0                        | 25    | 2     |
| Red Bull Salzburg | Total             | 34                  | 4                   | 8             | 1             | 10                       | 1                        | 52    | 6     |
| Total na carreira | Total na carreira | 81                  | 11                  | 8             | 1             | 10                       | 1                        | 99    | 13    |

## Títulos
Red Bull Salzburg
- Campeonato Austríaco: 2020–21
- Copa da Áustria: 2020–21